# Богучарский-Яковлев, Василий Яковлевич
Васи́лий Я́ковлевич Богуча́рский (настоящая фамилия Я́ковлев) (20 февраля [3 марта] 1860, г. Богучар, Воронежская губерния — 8 [21] мая 1915, Петроград) — писатель, журналист, публицист, издатель, историк революционного движения в России, археограф, переводчик, редактор журналов «Былое» и «Минувшие годы». Политический деятель: народник, легальный марксист; общественный деятель.

## Биография
Василий Яковлевич Богучарский — основной псевдоним Василия Яковлевича Яковлева. Он родился в городе Богучар, Воронежской губернии в семье чиновника, мелкопоместного дворянина Якова Васильевича Яковлева. Дворянство получил ещё дед будущего историка — Василий Яковлевич Яковлев, участник Отечественной войны 1812 года. Василий в двенадцать лет поступил в Михайловскую Воронежскую военную гимназию, которую закончил в 1879 году. Здесь он впервые участвовал в гимназических революционных кружках.
В этом же году юноша поступил в петербургское Константиновское военное училище. Тут он вошёл в народовольческий кружок и поддерживал связи с «Народной волей». По окончании учёбы в 1880 году в интересах партии он попросил назначения на службу в Восточную Сибирь. Так он стал старшим хорунжим в казачьих войсках Амурского полка. Вскоре его направили с дипломатической миссией в Китай и наградили орденом Станислава 3-й степени.
В 1884 году Василий Яковлевич продолжил военную службу в Петербурге в канцелярии Главного управления казачьих войск c чином поручика, однако вскоре был арестован за связи с народовольцами, поскольку его адрес был найден при аресте Г. А. Лопатина, а его однокашник по Константиновскому училищу и земляк-воронежец Д. Элиава на допросе указал на него как на участника военных кружков партии.
В декабре 1884 года Василий Яковлевич был помещён в Петропавловскую крепость, в июле 1885 года по этапу он был отправлен на три года в Туринск, Тобольской губернии. Там он познакомился с Джорджем Кеннаном, которому помогал в сборе материалов для исследования быта русских политических ссыльных. Тут он впервые начал заниматься сбором исторических материалов и редактировать полурукописный «Улусный сборник», в котором поместил главным образом воспоминания ссыльных народников.
За протесты против условий содержания ссыльных Богучарского перевели в Сургут, а потом в Якутскую область. Срок наказания был продлён ещё на два года. В это время он выступил в качестве журналиста «Сибирской газеты». По окончании ссылки в 1890 году Богучарский поселился в Воронеже и жил в нём с перерывами до конца 1890-х годов, участвуя в местной газете «Воронежский телеграф». В 1892 году он выехал за границу для поиска и сбора в эмигрантских архивах подлинных документов по истории революционного движения в России в XIX веке. Ему удалось привести в Воронеж ценные эмигрантские документы. Эти материалы, собранные в Сибири, стали основой многих исторических исследований историка.
В 1893—1894 годах Богучарский участвовал в организационных мероприятиях партии «Народное право». В 1895 году он женился на Эмилии Венцеславовне Покорни. Молодая семья жила периодами в Воронеже и Москве. С 1896 года было разрешено постоянное проживание в Москве. С 1897 года проживание было разрешено и в Петербурге, тем не менее, большую часть времени Богучарский проводил в Воронеже.
В середине 1890-х годов Богучарский принял участие в редактировании «Смоленского вестника». Он также публиковался во многих столичных газетах и журналах. Отдельным изданием вышли его работы «Георг Вашингтон и основание Северо-Американских соединённых штатов» (М., 1895), «Маркиз Лафайет — деятель трёх революций» (М.), перевод «Краткой истории английского народа», Грина (1897). Ещё один перевод — «Общественные проблемы» Генри Джорджа (1897) не смог быть напечатан. Постановлением комитета министров по представлению цензора Н. М. Соколова была уничтожена и другая его книга: «Три западника 40-х годов» (Чаадаев, Белинский и Герцен, СПб., 1902). Несколько статей Богучарского были напечатаны в «Энциклопедическом словаре Брокгауза и Ефрона».
К исходу спора марксистов и народников Богучарский примкнул к легальным марксистам и с 1897 года принимал участие в марксистском ежемесячнике «Новое слово», где был провинциальным обозревателем. Помимо этого публиковался также в «Северном курьере», в ранних марксистских журналах «Начало» («Из протоколов действительности», «Что такое „земледельческие идеалы“?»), «Образование» (журнальный обозреватель и «Хроника русской жизни»), «Жизнь», «Мир Божий», где в 1900-х годах напечатал несколько работ по истории общественно-политических движений в России.
В 1900 году Богучарский вновь работал за границей с архивами русской эмиграции, в Брюссельском свободном университете он также прослушал курс общественных наук. Он работал в Британском музее и парижских архивах. В Штутгарте и Париже выходили его «Русская историческая библиотека». В поисках уникальных документов Богучарскому помогал библиограф-эмигрант В. Л. Бурцев, П. Н. Милюков и А. В. Пешехонов. Будучи за рубежом, Богучарский написал для газеты «Искра» работу «О старом и новом», прочитав которую, Вера Засулич и В. И. Ленин отправили на рассмотрение Г. В. Плеханова. В конце концов, пройдя тройную проверку, работа Богучарского появилась в марксистском научно-популярном журнале «Заря», № 1, за апрель 1901 года.
Однако год спустя Василий Яковлевич стал весьма деятельным участником либерального движения. Так в 1902—1905 годах он принимал весомое участие в эмигрантском журнале П. Б. Струве «Освобождение». Он был в числе инициаторов создания «Союза Освобождения» (1904 год). В 1905 году Богучарский вышел из «Освобождения» вместе с Е. Д. Кусковой и С. Н. Прокоповичем, организовав совместную группу «беззаглавцев» с еженедельником «Без заглавия» и газетой «Товарищ». По своим политическим воззрениям публицист был близок к Е. Д. Кусковой. Кроме этого Богучарский был сотрудником газеты «Наша жизнь».
Василий Яковлевич был в числе тех, кто был в курсе инициатив священника Гапона в связи с организацией последним манифестации рабочих 9 января 1905 года к Зимнему Дворцу, вызвавшими события Кровавого воскресения. Именно ему Гапон принёс 6 января текст петиции рабочих на имя Николая II для окончательной правки текста обращения, но Богучарский отказался это сделать ввиду того, что текст петиции уже был подписан несколькими тысячами рабочих.
Являлся членом ряда лож союза Великого Востока народов России, в том числе «литературной» ложи. Вероятно, как руководитель одной из лож входил в местный (петербургский) совет объединения.
Помимо политических связей Богучарского долгие годы объединяла дружба с публицистом и литературным критиком демократического направления Владимиром Кранихфельдом.

## Редактор «Былого»
Но наибольшую известность Богучарскому принесли его исторические исследования революционных и общественных движений в России XIX века. В 1905 году вышел совместный труд Богучарского, В. И. Семевского и Щёголева «Общественные движения в России в первую половину XIX века. Том 1. Декабристы», а в конце 1905 года историк-пушкинист П. Е. Щёголев задумал издание ежемесячного историко-революционного журнала, воспользовавшись для этого идеей непериодических сборников В. Л. Бурцева «Былое», издававшихся в Лондоне.
Было заключено соглашение с Бурцевым и с Богучарским о совместном издании журнала. Издательскую поддержку изданию предложил предприниматель-миллионер Н. Е. Парамонов. Поскольку участие Бурцева в делах редакции носило номинальный и случайный характер, руководство журналом осуществляли Богучарский и Щёголев. Они были знакомы давно, поскольку Щёголев был родом из Воронежа, а в 1890—1895 годах оба жили в этом городе. Щёголев был семнадцатью годами младше Богучарского.
Журнал «Былое» начал выходить в январе 1906 года, но по мере спада революционной активности и начавшихся репрессий правительства журнал было выпускать всё сложнее. Ценой огромных усилий редакторам удалось дотянуть издание до конца 1907 года. Журнал был закрыт в октябре, вместо двух заключительных номеров журнала в ноябре и декабре 1907 года вышли два выпуска исторических сборников «Наша страна». Редакторы решили несколько реорганизовать издание в новых условиях. Наиболее острые материалы откладывались до лучших времён. Новый журнал «Минувшие годы», несмотря на все редакционные ухищрения, продержался всего один год (1908), при том, что несколько уже вышедших номеров были арестованы и уничтожены. Бурцев возобновил заграничное издание «Былого» в Париже, а Богучарский выпустил в России исторический сборник «О минувшем». На родине издание «Былого» возобновилось стараниями Щёголева уже после смерти Богучарского летом 1917 года.
Журналы «Былое» и «Минувшие годы», сборник «О минувшем» печатали большое количество уникальных материалов и источников по истории революционного движения XIX века, мемуары революционеров, секретную переписку жандармского управления и т. д. Здесь публиковались обращения Шлиссельбургского комитета от лица бывших узников и политзаключённых за подписью Н. Ф. Анненского, В. И. Семевского и самого Богучарского. Журналы имели огромную популярность среди читателей, тираж «Былого» в 1906—1907 годах достигал 30 тыс. экземпляров.
В конце 1908 года Богучарский принимал участие в редактировании еженедельной газеты «Правда жизни», с начала 1909 года редактировал ежедневную газету «Наша газета». Лето этого года он провёл в Финляндии, где была написана статья о «Священной дружине». После завершения статьи Богучарский отправился на отдых в Ташкент. Судебное преследование по делам «Былого» тянулось долго, пока, в конце концов, Щёголев не оказался в Петропавловской крепости сроком на два года. Богучарский, возвратившись поздней осенью в Петербург, также был арестовыван и помещён в тюрьму на месяц, после чего его выслали на три года в Вологодскую губернию. Единственное, что ставилось ему в вину — это переписка с В. Л. Бурцевым.
Ссылка была заменена высылкой за границу. С февраля 1910 по январь 1913 года Богучарские жили в Болгарии. Там Василием Яковлевичем были написаны «Активное народничество», «Герцен» и другие статьи. Из-за границы Богучарский высылал свои работы для юбилейного издания «Великой реформы» И. Д. Сытина (1911 год). В 1913 году историку было разрешено вернуться в Россию. Не имея собственного журнала, он публиковался в журнале В. И. Семевского «Голос минувшего», в «Современнике», где он вместе со Щёголевым вёл историко-культурный отдел. С 1913 года и до конца жизни Богучарский принимал участие в работе Вольного экономического общества в качестве учёного секретаря.
Умер Василий Яковлевич в 1915 году и был похоронен на Литераторских мостках Волковского кладбища.

## Богучарский-историк
Перу Богучарского принадлежит несколько оригинальных исследований по истории политического и революционного движения в России. Среди них первое место принадлежит работе «Государственные преступления в России в XIX веке» (том 1 — правительственные сообщения за 1825—1876; т. 2 и 3 — процессы народников 1877, Штутгардт, Париж, 1903-05) и 3 тома «Приложений» — материалов нелегальной печати «Материалы для истории революционного движения в России в 60-х гг.»
Им были опубликованы ценные первоисточники по истории революционного народничества 1860—1880-х годов, найденные им в архивах революционной эмиграции: «Революционная журналистика 70-х гг.»; «Литература партии „Народной воли“», Париж, 1905). Книги были переизданы им в России в 1906 году.
Большинство трудов В. Я. Богучарского не потеряло актуальности до нынешнего времени. В книге «Активное народничество 70-х годов» (1912) Богучарский пытался найти идейную преемственность славянофильства и народничества; в работе «Из истории политической борьбы в 70-х и 80-х гг. XIX века. Партия „Народной воли“, её происхождение, судьбы и гибель» (1912) объяснял обращение народников к терроризму правительственными репрессиями. Богучарский последовательно излагал развитие революционно-демократического движения, воссоздал картину возникновения народничества и нелегальных кружков, показал главные идейные течения в революционной теории и практике. Он не принимал методов «Народной воли», но восхищался высокими человеческими качествами её руководителей. Одновременно он усматривал некий аполитизм и социальный утопизм в воззрениях вождей народнической мысли.
По определению Е. Е. Колосова Богучарского можно считать летописцем народничества.

## Адреса в Санкт-Петербурге
С 1899 года семья Яковлевых проживала в Петербурге по адресу: 8-я Рождественская улица, позднее переехав на Ямскую улицу, дом 25, квартира 8. Редакция журнала «Былое» располагалась по адресу: Спасская улица, дом 25, квартира 20. В конце 1906 года редакция журнала переехала на улицу Знаменскую, дом 19.